# Carl Hammarén
Carl Göran Teodor Hammarén, född 3 november 1923 i Helsingborg, död 29 oktober 1994 i Örebro, var en svensk författare och teaterkritiker. Han var son till regissören och teaterchefen Torsten Hammarén och skådespelaren Anna Hammarén samt bror till Per-Thorsten Hammarén och Carl-Erik Hammarén.
Efter studentexamen i Göteborg studerade Carl Hammarén i Uppsala där han 1947 blev fil. kand. med litteraturhistoria som huvudämne. Tidigt i livet intresserade sig Hammarén för revy. Han kom att samarbeta med Kar de Mumma vid Blancheteatern i Stockholm 1947, där han också framträdde och sjöng egna kupletter. Hammarén påbörjade en journalistisk bana och var 1950–1951 radiokritiker i Dagens Nyheter och teaterkritiker i Kvällsposten 1950–1953. Han flyttade till Örebro och blev redaktör vid Nerikes Allehanda, där han gjorde sig känd som teaterkritiker och kåsör. Hammarén blev omtalad som en av landsortens förnämsta kritiker. Under 1950-talet inledde Hammarén ett skönlitterärt författarskap. Han medverkade med aforismer i litterära tidskrifter som Ord och Bild, Perspektiv och All världens Berättare.
År 1970 kom hans första egna aforismsamling, boken Volter. Efter Volter följde Fritt ur Hjärnan (1975), Fasta hugskott (1978), Med andra ord (1979), En annan femma (1981), Sjätte gången gillt (1983), Kanske så här, (1987) Ord på vågen (1990) och Några ord till (1993). Sammantaget skrev Hammarén nio aforismsamlingar. Skådespelaren Ingvar Kjellson gjorde 1980–1981 radiouppläsningar av Hammaréns aforismer. 
Många av Hammaréns aforismer skruvar på stelnade tankemönster och ordstäv: Den som strävar efter att vara sann blir tyvärr osannolik. // "Små sår och fattiga vänner skall man inte förakta." Det är kanske bra att det inskärps. Stora sår och rika vänner utsätts aldrig för risken.  Flera av aforismerna berör teatervärlden: Skådespelaren J gjorde bara huvudroller. Spelade han någon enstaka gång en biroll förvandlade han den raskt till en huvudroll. Även själva aforistiken är ett återkommande ämne: En aforism är en filosofisk essay i abnorm förkortning. 
År 1975 hade Riksteatern premiär på hans dokumentärrevy Och så kom det en gosse som handlar om Hammaréns vän och mentor Karl Gerhard.
Hammarén medverkar i filmen om jazzmusikern Åke Hasselgård, Åke Hasselgård story, av Jonas Sima (1983). Carl Hammarén är begravd på Olaus Petri kyrkogård i Örebro.